# Округ Гибсон (Индијана)
Округ Гибсон (енгл. Gibson County) је округ у америчкој савезној држави Индијана.

## Демографија
По попису из 2010. године број становника је 33.503, што је 1.003 (3,1%) становника више него 2000. године.
| Група             | 2000.          | 2010.          |
| Белци             | 31.208 (96,0%) | 31.752 (94,8%) |
| Афроамериканци    | 622 (1,9%)     | 597 (1,8%)     |
| Азијати           | 168 (0,5%)     | 156 (0,5%)     |
| Хиспаноамериканци | 229 (0,7%)     | 441 (1,3%)     |
| Укупно            | 32.500         | 33.503         |